# Wassenaar (1782)
Il Wassenaar era un vascello di terza classe da 68 cannoni in servizio nella marina olandese tra il 1782 e il 1797, e poi nella Royal Navy come HMS Wassenaar tra il 1798 e il 1818.

## Storia
Realizzato per contro dell'Ammiragliato di Rotterdam, il vascello da 68 cannoni Wassenaar fu impostato nel marzo 1781 presso il cantiere navale Zwindrecht di Rotterdam sotto la direzione di Jan Salomonszoon van den Tempel, e varato nel maggio 1782.  L'unità entrò in servizio attivo, e tra il 1783 e il 1784 effettuò un viaggio di andata e ritorno a Batavia, nella Indie orientali olandesi, al comando di Gerardus Oorthuis. Trasferito alla marina batava nel 1795.
Nel 1797 fu assegnato alla squadra navale dell'ammiraglio Jan Willem de Winter. Detta squadra navale salpò da Texel alle 10:00 dell'8 ottobre, e il Wassenaar era al comando del capitano Adolph Holland. Le navi olandesi vennero rapidamente avvistate dalla flottiglia al comando del captain Henry Trollope, che iniziò ad inseguirle. Da quando aveva lasciato la rada di Texel, de Winter non riuscì mai a sfuggire alle navi di Trollope: la sera del 10 ottobre, diverse navi olandesi furono distaccate dal grosso della squadra per cercare di allontanare le navi di Trollope mentre la flotta olandese si allontanava dalla Mosa, ma non riuscirono mai ad avvicinarsi alle più veloci navi britanniche. Non essendo riuscito a raggiungere l'appuntamento con un altro vascello al largo della Mosa, de Winter virò quindi a nord-ovest, navigando al largo di Lowestoft nel Suffolk e di nuovo tentando, senza successo, di allontanare le navi di Trollope. Lì lo raggiunsero i rapporti dei pescherecci olandesi sull'apparizione delle navi di linea del viceammiraglio Adam Duncan al largo di Texel, e richiamò immediatamente le sue navi ordinando nel contempo alla flotta di tornare indietro verso la costa olandese, puntando al villaggio di Scheveningen. Nel frattempo, ulteriori messaggi di Trollope che riportavano i movimenti olandesi avevano raggiunto Duncan e lui virò con la sua flotta verso ovest, seguendo la costa olandese. Alle 07:00 del mattino dell'11 ottobre la squadra di Trollope avvistò le vele a nord-est e, dopo aver confermato che si trattava della flotta di Duncan, segnalò che la flotta olandese si trovava a circa 3 miglia nautiche (5,6 km) più a sud-ovest, diventando visibile alla flotta entro le 08:30. Il primo chiaro avvistamento delle navi olandesi fu segnalato dal capitano Peter Halkett della Circe, che era salito sull'albero maestro per avere una visuale migliore. A questo punto le navi olandesi stavano navigando verso terra, a circa 9 miglia nautiche (17 km) dalla costa dell'Olanda Settentrionale, vicino al villaggio di Camperduin. 
Alle 12:05, Duncan alzò il segnale e ordinò alle sue navi di ingaggiare da vicino il nemico, iniziando la battaglia di Camperdown. Il Wassenaar fu subito impegnato dal vascello inglese da 74 cannoni Triumph, capitano William Essington, e poi impegnata anche dal Venerable dell'ammiraglio Duncan. Poco dopo, ridotto a mal partito, il Wassenaar si arrese al Triumph, con il capitano Holland morto sul cassero. Il Triumph si spostò poi verso la battaglia che infuriava tra il Vrijheid e il Venerable, in quel momento l'equipaggio del Wassenaar alzò di nuovo i la bandiera di combattimento dopo essere stato raggiunto da un brigantino olandese.
L'arrivo della navi di Richard Onslow, che avevano avuto ragione della navi della retroguardia olandese al comando del viceammiraglio Hermanus Reijntjes cambiò le sorti della battaglia. I vascelli Admiraal Tjerk Hiddes De Vries  e Gelijkheid, entrambi troppo gravemente danneggiati per fuggire, ammainarono la bandiera e si arresero rispettivamente alle 15:00 e alle 15:10. Con l'arrivo dei rinforzi britannici e la ritirata di parti della flotta olandese, la battaglia era quasi giunta al termine; il danneggiato Wassenaar si arrese per la seconda volta al Russell comandato da Trollope. 
Portato in Gran Bretagna il 28 ottobre 1797, fu rinominato HMS Wassenaar, e risultava armato con 28 cannoni da 28 libbre, 28 da 18 libbre, 8 cannoni da 8 libbre sul cassero e 2 sul castello di prua. Nel marzo 1798 ne divenne comandante il captain Charles Craven che lo mantenne sino all'aprile 1800. Tra il febbraio e il maggio 1798 fu sottoposto a lavori di trasformazione come nave trasporto truppe, dotata di armamento composto da 28 cannoni da 18 libbre e 10 da 8 libbre. I lavori, effettuati presso il cantiere navale di Sheernees, costarono 9.122 sterline. La nave venne assegnata di stanza all'ancoraggio dei Downs, e su di essa alzò la sua insegna l'ammiraglio del blu Joseph Peyton. Il 16 aprile 1800 il comando della nave venne assunto dal captain John Larmour , e la nave operò successivamente nel Mediterraneo. Il 21 marzo 1801 ne divenne comandante il captain Frederick Lewis Maitland che lo mantenne sino al 7 gennaio 1802. rientrata in Inghilterra, nel settembre dello stesso anno venne trasformata in nave magazzino per la polvere da sparo presso l'arsenale di Chatham. Radiata dal servizio il 18 gennaio 1818, fu venduta per la demolizione a John Small Sedger per la cifra di 2.820 sterline.

### Fonti
1. 1 2  Aviatsea.
2. 1 2 3 4  Lyon, Winfield 2004, p. 49.
3. 1 2  Tree Decks.
4. ↑  Fischer Fzn 1997, p. 135.
5. ↑  Nieuwe Nederlandsche Jaarboeken, achttiende deel, derde stuk Amsterdam, Erven F. Houttuyn, Leiden, P. van der Eyk e D. Vyg, 1783, p.2221.
6. ↑  Clowes 1997, p. 327.
7. ↑  James 1826, p. 68.
8. ↑  Clowes 1997, p. 326.
9. ↑  James 1826, p. 67.
10. ↑  Brenton 1823, p. 353.
11. ↑  Clowes 1997, p. 329.
12. ↑  Fischer Fzn 1997, p. 394.
13. 1 2 3  Tree Decks.